# Paulo Bento (cầu thủ bóng đá)
Paulo Jorge Gomes Bento (phát âm tiếng Bồ Đào Nha: [ˈpawlu ˈbẽtu]; sinh ngày 20 tháng 6 năm 1969) là một cựu cầu thủ bóng đá chuyên nghiệp người Bồ Đào Nha và hiện tại đang là huấn luyện viên trưởng của đội tuyển quốc gia UAE, ông dẫn dắt Hàn Quốc từ năm 2018 và đã từ chức sau World Cup 2022 khi đội bóng dừng chân ở vòng 1/8.
Thời còn thi đấu chuyên nghiệp, Paulo Bento là một tiền vệ phòng ngự. Ông đã thi đấu cho hai trong ba đội bóng lớn của Bồ Đào Nha, ra sân tổng cộng 284 trận đấu, ghi được 16 bàn thắng trong 11 mùa giải ở Primeira Liga, ông đã có 4 năm ở Tây Ban Nha. Ông cũng là thành viên của đội tuyển Bồ Đào Nha tham dự Euro 2000 và World Cup 2002.
Bento bắt đầu công tác huấn luyện vào năm 2005, dẫn dắt CLB Sporting Lisbon trong 4 năm. Với những thành công cùng câu lạc bộ, ông đã được phụ trách đội tuyển quốc gia trong hai giải đấu lớn.

## Sự nghiệp cầu thủ
Sinh ra ở Lisbon, Bento đã chơi chuyên nghiệp tại quê hương của mình cho CF Estrela da Amadora, Vitória de Guimarães và SL Benfica, và đã có bốn năm thi đấu ở nước ngoài với Real Oviedo, giúp câu lạc bộ Tây Ban Nha luôn giữ được vị thế La Liga trước khi chuyển đi. đến Sporting CP, nơi anh kết thúc sự nghiệp cầu thủ của mình. Sau đó, anh là một phần của đội toàn sao đã đạt được cú đúp vào năm 2002 dưới sự chỉ đạo của László Bölöni, đóng góp 31 trận và một bàn thắng tại Primeira Liga và chơi cùng với Mário Jardel và João Vieira Pinto trong số những người khác.
Bento đã có 35 lần khoác áo đội tuyển bóng đá quốc gia Bồ Đào Nha, trận đầu tiên của anh diễn ra vào ngày 15 tháng 1 năm 1992 trong trận hòa 0–0 với Tây Ban Nha và trận gần nhất là trận thua 0–1 trước Hàn Quốc vào ngày 14 tháng 6 năm 2002 tại FIFA World Cup 2002. Anh cũng chơi tại UEFA Euro 2000, nơi cùng với các đồng đội Abel Xavier - người đã chơi với anh ấy ở Oviedo trong hai mùa giải - và Nuno Gomes, đã bị treo giò (trong trường hợp của Bento là năm tháng) do hành vi xấu, trong trận bán kết thất bại trước Pháp.

## Sự nghiệp huấn luyện

### Sporting CP

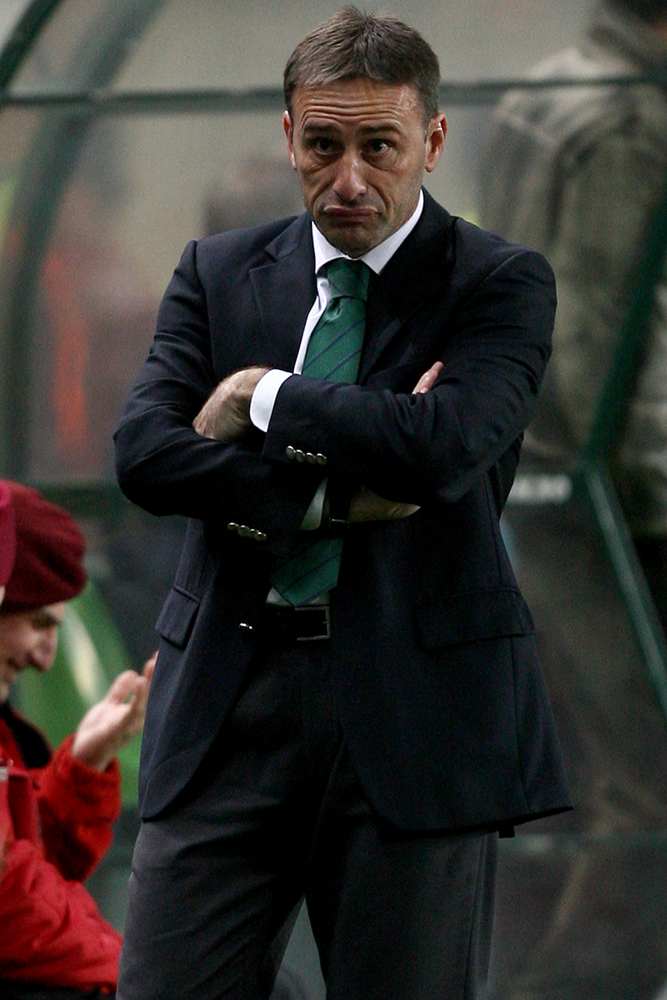
Bento dẫn dắt Sporting năm 2009

Sau khi giải nghệ năm 2004 đầy cảm xúc, ở tuổi 35, Bento nhận được công việc huấn luyện viên đội trẻ của Sporting CP. Anh ấy đã giành chức vô địch giải trẻ năm 2005, và phát triển một nền tảng cho tương lai. Sau khi José Peseiro bị sa thải giữa mùa giải 2005–06, anh ấy được đôn lên đội một mặc dù còn tương đối non kinh nghiệm.
Mặc dù khởi đầu chậm chạp, Bento đã xoay chuyển được vận may ấn tượng của Sporting trong nửa sau của chiến dịch, khi chuỗi mười trận thắng liên tiếp khiến họ bị đội dẫn đầu và nhà vô địch giải đấu cuối cùng là FC Porto bỏ xa, khi cựu danh thủ này tiếp tục xếp thứ hai. đó và các mùa giải tiếp theo, đạt được suất dự trực tiếp UEFA Champions League. Anh ấy chịu trách nhiệm đưa các sản phẩm trẻ Nani, João Moutinho và Miguel Veloso ra ánh sáng.
Bento ký hợp đồng mới có thời hạn hai năm vào tháng 6 năm 2007. Đội bóng của anh ấy đã có một giai đoạn trước mùa giải đầy biến động để chuẩn bị cho mùa giải 2007–08, với các trụ cột hàng thủ là Rodrigo Tello và Marco Caneira rời câu lạc bộ trong khi thủ môn đội tuyển Bồ Đào Nha Ricardo bán cho Real Betis. Với ít nguồn lực để đầu tư, câu lạc bộ đã mang những tài năng đầy hứa hẹn phương Đông - Marat Izmailov, Vladimir Stojković và Simon Vukčević - đến đội.
Sau một mùa giải không mấy suôn sẻ, Bento đã dẫn dắt đội bóng đến chức vô địch thứ ba liên tiếp chưa từng có tại Champions League, với một kết thúc khác ở vị trí thứ hai mặc dù dành phần lớn thời gian trong năm dưới vị trí thứ ba, vượt qua Guimarães và Benfica trong trận đấu cuối cùng. Anh cũng bảo vệ thành công danh hiệu Taça de Portugal, đánh bại Porto trong trận chung kết (2–0 sau hiệp phụ) sau khi hạ gục đối thủ truyền kiếp Benfica ở vòng bốn đội với chiến thắng 5–3.
Đội bóng của Bento đã phá vỡ một số kỷ lục lâu đời của câu lạc bộ, bao gồm mùa giải đầu tiên không thua trên sân nhà kể từ năm 1987, lần đầu tiên giành cúp vô địch Bồ Đào Nha liên tiếp kể từ năm 1974 và lần đầu tiên kể từ năm 1962, Sporting kết thúc ba chiến dịch liên tiếp ở vị trí dẫn đầu. hai vị trí liên minh. Ở tuổi 38, ông cũng trở thành huấn luyện viên thứ sáu trong lịch sử bóng đá Bồ Đào Nha liên tiếp giành cúp vô địch Bồ Đào Nha, bên cạnh những tên tuổi như János Biri, John Mortimore hay José Maria Pedroto.
Vào ngày 15 tháng 7 năm 2008, The Sun và The Daily Telegraph đưa tin rằng Manchester United đang có kế hoạch thuê Bento (được cho là bạn và đồng đội cũ của Cristiano Ronaldo) làm trợ lý mới của huấn luyện viên Alex Ferguson sau sự ra đi của trợ lý số hai trước đó Carlos Queiroz để dẫn dắt đội tuyển Bồ Đào Nha. Anh nhanh chóng phủ nhận mọi suy đoán và khẳng định lại ý định ở lại.
Vào ngày 16 tháng 8 năm 2008, Bento đã dẫn dắt Sporting giành chiến thắng 2-0 trong Supertaça Cândido de Oliveira trước nhà vô địch Porto, vào đầu mùa giải mới. Một trong những cầu thủ được giữ lại trong đội bất chấp những lời chỉ trích nặng nề, Rui Patrício, là nhân tố chính và cản phá một quả phạt đền từ Lucho González trong hiệp hai; chiến thắng này đã nâng tổng số bàn thắng của người quản lý trong các trận chung kết cúp với người đồng cấp Jesualdo Ferreira lên 3–0 (Siêu cúp quốc gia 2007 và 2008, và Cúp Bồ Đào Nha 2008), và nó cũng đánh dấu lần đầu tiên giành siêu cúp Bồ Đào Nha trong lịch sử của Leões.
Là huấn luyện viên thành công thứ hai trong lịch sử câu lạc bộ về số danh hiệu giành được, chỉ vượt qua József Szabó, Bento có được biệt danh "Người ăn cúp" do bốn chiếc cúp bạc được thêm vào tủ Estádio José Alvalade. dưới sự chỉ huy của anh. Anh ấy đã dẫn dắt đội bóng của mình đánh bại Shakhtar Donetsk 1–0 trên sân nhà vào ngày 4 tháng 11 năm 2008, do đó về mặt toán học đảm bảo khả năng tự động lọt vào vòng loại trực tiếp của Champions League lần đầu tiên trong lịch sử; trong quá trình đó, họ cũng phá kỷ lục của câu lạc bộ về số điểm trong UEFA thi đấu chính (chín) và đáng chú ý là đã làm như vậy với hai trận đấu rảnh rỗi, trở thành đội đầu tiên vượt qua vòng bảng (cùng với Barcelona, cùng bảng).
Sau đó, Bento và Sporting cũng phá kỷ lục ghi nhiều bàn nhất của một đội ở vòng loại trực tiếp Champions League, sau trận thua chung cuộc 1–12 với Bayern Munich ở vòng 1/16. Ở giải đấu, một vị trí thứ hai khác thuộc về Porto, với mùa giải cũng có trận thua gây tranh cãi ở trận chung kết Taça da Liga trước Benfica, trên chấm phạt đền.
Việc bị loại ở Champions League đó đánh dấu sự khởi đầu của sự bất mãn của người hâm mộ đối với Bento, đặc biệt là về lối chơi của đội, vốn bị cho là trở nên buồn tẻ và kém hấp dẫn, khi các cuộc bầu cử tổng thống sắp được tổ chức. Được hỗ trợ bởi ứng cử viên chiến thắng José Eduardo Bettencourt, anh đã ký gia hạn hợp đồng hai năm; Mặc dù vẫn duy trì đội hình cơ bản như cũ và bổ sung tài năng của Felipe Caicedo hoặc Matías Fernández, Sporting đã không thể khởi đầu chiến dịch mới một cách rực rỡ: bị ACF Fiorentina loại ở vòng play-off Champions League với luật bàn thắng trên sân khách, phong độ của đội bóng đi xuống nhanh chóng và sau 9 trận đấu, họ đã sa lầy ở vị trí thứ 7, kém đội đầu bảng SC Braga 12 điểm.
Sau trận hòa 1-1 trên sân nhà ở vòng bảng Europa League trước FK Ventspils vào ngày 5 tháng 11 năm 2009, và đối mặt với áp lực phải từ chức đáng kể, Bento đã từ chức.

### Bồ Đào Nha

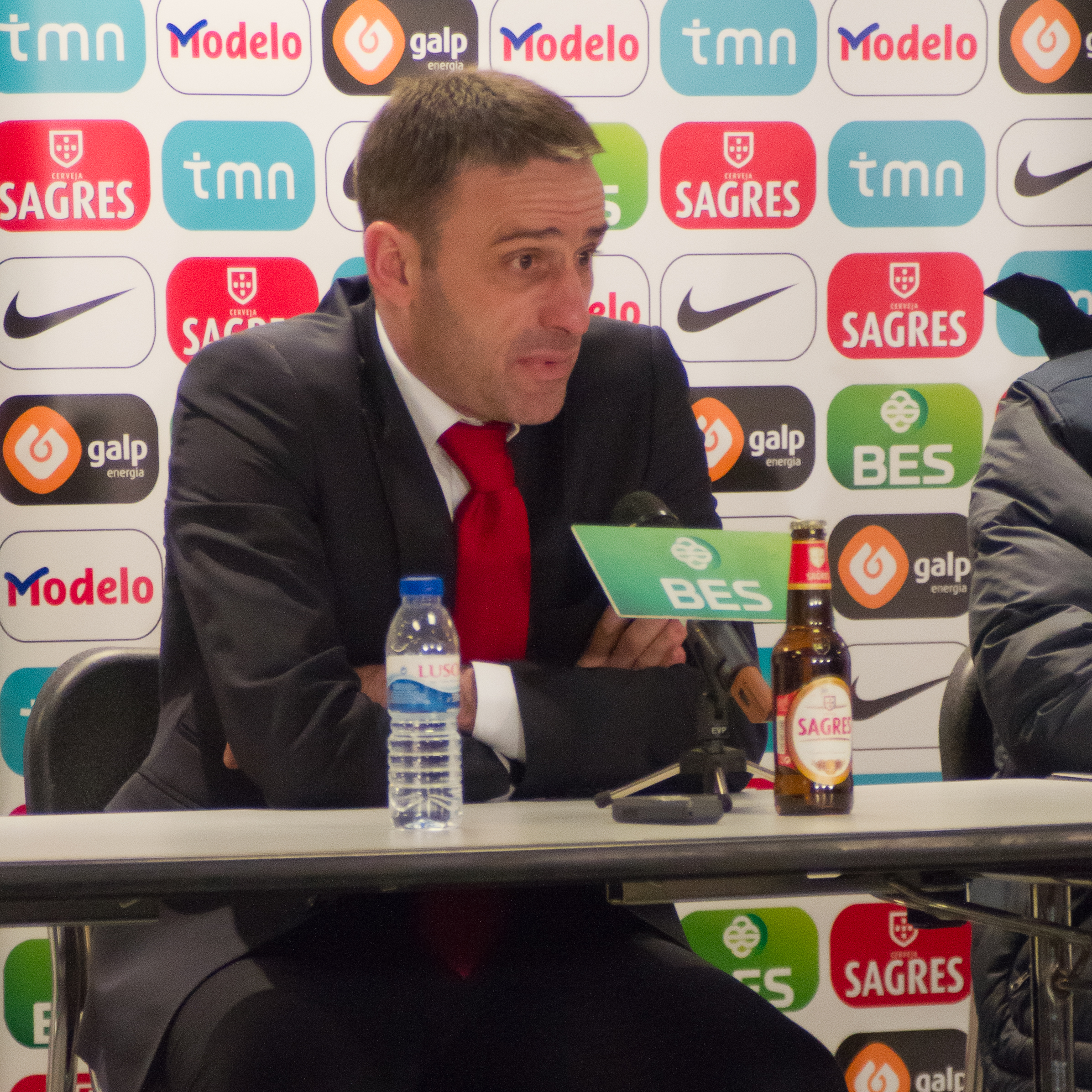
Bento trong một buổi họp báo năm 2011

Vào ngày 20 tháng 9 năm 2010, sau khi Queiroz bị sa thải sau một khởi đầu tệ hại cho chiến dịch vòng loại Euro 2012, Bento được chỉ định là người kế nhiệm của anh ấy, ban đầu cho đến trận đấu cuối cùng của giai đoạn đó. Trận đấu đầu tiên của anh ấy diễn ra vào ngày 8 tháng 10, chiến thắng 3–1 trước Đan Mạch tại Porto.
Vào ngày 17 tháng 11 năm 2010, Bồ Đào Nha đánh bại nhà vô địch World Cup Tây Ban Nha với tỷ số 4–0 tại Lisbon, để lại trận thua đậm nhất trước các nước láng giềng Iberia kể từ ngày 13 tháng 6 năm 1963 (6–2 trước Scotland, trong một trận giao hữu khác). Anh ấy đã dẫn dắt đội tuyển quốc gia đến bán kết Euro 2012 tại Ba Lan và Ukraine, nơi họ thua nhà vô địch cuối cùng là Tây Ban Nha trên chấm luân lưu.
Bento đã dẫn dắt Bồ Đào Nha giành chiến thắng chung cuộc 4–2 trước Thụy Điển ở vòng loại trực tiếp sau khi về nhì ở vòng loại World Cup 2014, giành một suất tham dự vòng chung kết ở Brasil. Vào ngày 9 tháng 4 năm 2014, anh gia hạn hợp đồng cho đến sau Euro 2016, nhưng đội tuyển quốc gia đã bị loại ở vòng bảng của World Cup bất chấp chiến thắng 2-1 trước Ghana trong trận đấu cuối cùng với Hoa Kỳ vượt lên về hiệu số bàn thắng bại.
Vào ngày 11 tháng 9 năm 2014, sau khi chiến dịch vòng loại Euro 2016 bắt đầu với thất bại 0-1 trên sân nhà trước Albania, Liên đoàn bóng đá Bồ Đào Nha thông báo Bento đã bị sa thải.

### Cruzeiro
Bento chuyển ra nước ngoài lần đầu tiên trong sự nghiệp quản lý của mình vào ngày 11 tháng 5 năm 2016, dẫn dắt Cruzeiro Esporte Clube của Brasil. Trận đấu đầu tiên của anh ấy, mười ngày sau, là trận hòa 2–2 trên sân nhà trước Figueirense FC, tiếp tục khởi đầu mùa giải không thắng của đội bóng.
Vào ngày 25 tháng 7 năm 2016, Bento từ chức huấn luyện viên câu lạc bộ sau trận thua 1-2 trên sân nhà trước Sport Club do Recife.

### Olympiakos
Vào ngày 11 tháng 8 năm 2016, Bento trở thành huấn luyện viên trưởng của đội bóng giành chức vô địch Super League Hy Lạp là Olympiakos. Anh ấy bị sa thải vào ngày 6 tháng 3 năm 2017 với đội đứng đầu bảng 7 điểm và đủ điều kiện vào bán kết cúp quốc nội và vòng 16 đội Europa League, chủ yếu là do một chuỗi màn trình diễn kém cỏi trong các giải đấu chính thức, chuỗi 3 trận toàn thua trong giải đấu mà không có bàn thắng nào được ghi và nhiều bình luận trong cuộc họp báo nhắm vào "điểm yếu" của một số thành viên trong đội và toàn đội.

### Chongqing Dangdai Lifan
Vào ngày 11 tháng 12 năm 2017, Bento được bổ nhiệm làm huấn luyện viên tại Chongqing Dangdai Lifan FC. Ngày 22 tháng 7 sau đó, anh bị sa thải do kết quả bết bát.

### Hàn Quốc
Vào ngày 17 tháng 8 năm 2018, Bento được bổ nhiệm làm huấn luyện viên của đội tuyển bóng đá quốc gia Hàn Quốc, với hợp đồng đến hết năm 2022 (bao gồm cả World Cup 2022). Tại AFC Asian Cup 2019 ở Các Tiểu vương quốc Ả Rập Thống nhất, đội đã bị loại 0–1 ở tứ kết bởi nhà vô địch cuối cùng của giải là Qatar.
Bento đã dẫn dắt đội của mình chinh phục Cúp bóng đá Đông Á 2019, sau chiến thắng 1–0 trước Nhật Bản. Đây đánh dấu lần thứ ba họ vô địch giải đấu, đây là chiến thắng thứ hai liên tiếp trước đối thủ đó.
Vào ngày 1 tháng 2 năm 2022, với chiến thắng 2–0 trước Syria, Bento đã giúp Hàn Quốc vượt qua vòng loại tham dự World Cup 2022, giải đấu thứ 10 liên tiếp của họ.

## Thống kê sự nghiệp

### Câu lạc bộ
| Câu lạc bộ          | Mùa giải            | Giải vô địch | Giải vô địch | Cup  | Cup | Châu Âu | Châu Âu | Khác | Khác | Tổng cộng | Tổng cộng |
| Câu lạc bộ          | Mùa giải            | Trận         | Bàn          | Trận | Bàn | Trận    | Bàn     | Trận | Bàn  | Trận      | Bàn       |
| ------------------- | ------------------- | ------------ | ------------ | ---- | --- | ------- | ------- | ---- | ---- | --------- | --------- |
| Futebol Benfica     | 1988–89             | 20           | 2            |      |     | —       | —       | —    | —    | 20        | 0         |
| Estrela Amadora     | 1989–90             | 12           | 0            |      |     | —       | —       | —    | —    | 12        | 0         |
| Estrela Amadora     | 1990–91             | 25           | 0            |      |     | 4       | 0       | 2    | 0    | 31        | 0         |
| Estrela Amadora     | Tổng cộng           | 37           | 0            |      |     | 4       | 0       | 2    | 0    | 43        | 0         |
| Vitória Guimarães   | 1991–92             | 32           | 3            |      |     | —       | —       | —    | —    | 32        | 3         |
| Vitória Guimarães   | 1992–93             | 31           | 5            |      |     | 3       | 0       | —    | —    | 34        | 4         |
| Vitória Guimarães   | 1993–94             | 32           | 5            | 2    | 0   | —       | —       | —    | —    | 34        | 5         |
| Vitória Guimarães   | Tổng cộng           | 95           | 13           | 2    | 0   | 3       | 0       | —    | —    | 100       | 13        |
| Benfica             | 1994–95             | 20           | 0            | 4    | 0   | 3       | 0       | 1    | 0    | 28        | 0         |
| Benfica             | 1995–96             | 29           | 2            | 6    | 0   | 5       | 1       | —    | —    | 40        | 3         |
| Benfica             | Tổng cộng           | 49           | 2            | 10   | 0   | 8       | 1       | 1    | 0    | 68        | 3         |
| Oviedo              | 1996–97             | 30           | 2            | 4    | 1   | —       | —       | —    | —    | 34        | 3         |
| Oviedo              | 1997–98             | 36           | 0            | 2    | 0   | —       | —       | —    | —    | 38        | 0         |
| Oviedo              | 1998–99             | 34           | 0            |      |     | —       | —       | —    | —    | 34        | 0         |
| Oviedo              | 1999–00             | 36           | 2            |      |     | —       | —       | —    | —    | 36        | 2         |
| Oviedo              | Tổng cộng           | 136          | 4            | 6    | 1   | —       | —       | —    | —    | 142       | 5         |
| Sporting CP         | 2000–01             | 32           | 0            | 2    | 0   | 0       | 0       | 3    | 0    | 37        | 0         |
| Sporting CP         | 2001–02             | 31           | 1            | 4    | 0   | 5       | 1       | —    | —    | 40        | 2         |
| Sporting CP         | 2002–03             | 29           | 1            | 2    | 0   | 2       | 0       | 1    | 0    | 34        | 1         |
| Sporting CP         | 2003–04             | 11           | 0            | 2    | 0   | 1       | 0       | —    | —    | 14        | 0         |
| Sporting CP         | Tổng cộng           | 93           | 2            | 10   | 0   | 8       | 1       | 4    | 0    | 115       | 3         |
| Tổng cộng sự nghiệp | Tổng cộng sự nghiệp | 430          | 23           | 28   | 1   | 23      | 2       | 7    | 0    | 488       | 26        |

1. ↑  Bao gồm Supertaça Cândido de Oliveira

## Thống kê huấn luyện
Tính đến ngày 24 tháng 3 năm 2022
| Sporting CP     | Bồ Đào Nha | 21 tháng 10 năm 2005 | style="text-align:center" \|194 | 117 | 46  | 31 | 311 | 152 | +159 | 060,31 | 117    | 46  | 31 | 311 | 152 | +159 | 060,31 |        |
| Bồ Đào Nha      | Bồ Đào Nha | 21 tháng 9 năm 2010  | style="text-align:center" \|47  | 26  | 12  | 9  | 91  | 49  | +42  | 055,32 | 26     | 12  | 9  | 91  | 49  | +42  | 055,32 |        |
| Cruzeiro        | Brasil     | 11 tháng 5 năm 2016  | style="text-align:center" \|17  | 6   | 3   | 8  | 23  | 28  | −5   | 035,29 | 6      | 3   | 8  | 23  | 28  | −5   | 035,29 |        |
| Olympiacos      | Hy Lạp     | 11 tháng 8 năm 2016  | style="text-align:center" \|40  | 26  | 8   | 6  | 69  | 22  | +47  | 065,00 | 26     | 8   | 6  | 69  | 22  | +47  | 065,00 |        |
| Chongqing Lifan | Trung Quốc | 11 tháng 12 năm 2017 | style="text-align:center" \|15  | 5   | 2   | 8  | 20  | 20  | +0   | 033,33 | 5      | 2   | 8  | 20  | 20  | +0   | 033,33 |        |
| Hàn Quốc        | Hàn Quốc   | 17 tháng 8 2018      | style="text-align:center" \|42  | 28  | 10  | 4  | 76  | 24  | +52  | 066,67 | 28     | 10  | 4  | 76  | 24  | +52  | 066,67 |        |
| Tổng cộng       | Tổng cộng  | Tổng cộng            | Tổng cộng                       | 355 | 208 | 81 | 66  | 590 | 295  | +295   | 058,59 | 208 | 81 | 66  | 590 | 295  | +295   | 058,59 |

## Danh hiệu

### Cầu thủ

#### Estrela Amadora
- Taça de Portugal: 1989–90[51]

#### Benfica
- Taça de Portugal: 1995–96

#### Sporting CP
- Primeira Liga: 2001–02
- Taça de Portugal: 2001–02
- Supertaça Cândido de Oliveira: 2002

### Huấn luyện viên

#### Sporting CP
- Taça de Portugal: 2006–07, 2007–08
- Supertaça Cândido de Oliveira: 2007, 2008
- Taça da Liga runner-up: 2007–08, 2008–09

#### Olympiakos
- Super League Greece: 2016–17

#### Hàn Quốc
- EAFF E-1 Football Championship: 2019

#### Cá nhân
- CNID Breakthrough Coach: 2005–06[52]